# Charroux (Allier)
Charroux es una comuna francesa situada en el noreste del departamento del Allier (Auvernia).

## Historia y monumentos
Llamada antiguamente Charroux en Bourbonnais constituyó entre los siglos XII y XVI una importante plaza fuerte de los duques de Bourbon. 
Testimonio de ese pasado glorioso subsiste hoy en día la iglesia de San Juan Bautista (siglo XII), con su hermoso campanario. Así como el bastión de los Borbones, frente al que se erige la plaza central y que antiguamente se protegía con una doble muralla de la que se conservan dos puertas (la del reloj y la de Oriente), dos torres de defensa y unos 60 metros de almenas. A los varios edificios singulares se les une, ya en los alrededores de la comuna, la antigua comandancia templaria conocida como La Marche (hoy en día propiedad privada). Todo esto, unido a la interesante disposición de sus calles y barrios le vale estar incluido en la lista de les plus beaux villages de France.

## Demografía
| 427             | 427 | 387 | 352 | 324 | 330 |
| (Fuente: INSEE) |     |     |     |     |     |